# Waldemar Haffkine
Waldemar Haffkine, rodným jménem Volodymyr Aronovyč Chavkin (ukrajinsky: Хавкін Володимир Аронович; 15. března 1860, Oděsa – 26. října 1930, Lausanne) byl židovský mikrobiolog narozený na území dnešní Ukrajiny (ovládané tehdy Ruským impériem). Proslul svou průkopnickou prací v oblasti vakcín. Je uznáván jako první bakteriolog, který vyvinul a používal vakcíny proti choleře a dýmějovému moru. Vakcíny testoval sám na sobě. Úspěšně je aplikoval zejména v Indii. Paul Twivy, který o Haffkinovy napsal divadelní hru, řekl: "Neznáme ho. A přitom je nejdůležitějším vědcem historie, pokud jde o počet životů, které zachránil".

## Život
Narodil se v židovské rodině v Oděse. Od mládí se potýkal s antisemitismem. Vstoupil do židovské domobrany a při obraně jednoho domu při pogromu byl i zraněn. V důsledku této akce byl zatčen, ale později propuštěn díky intervenci biologa Ilji Mečnikova. U něj pak vystudoval biologii na Oděské univerzitě (1879 až 1883). Poté pracoval v oděském přírodovědném muzeu (1882 až 1888). Nebylo mu umožněno udělat si profesuru, ale získal povolení legálně emigrovat do Švýcarska, kde získal místo odborného asistenta fyziologie na Ženevské univerzitě. 
V roce 1889 se připojil k Mečnikovovi a Louisi Pasteurovi, kteří v Paříži zakládali Pasteurův ústav. Zde zaměřil svůj výzkum na vývoj vakcíny proti choleře a vytvořil oslabenou formu bakterie. Riskoval přitom svůj vlastní život, když 18. července 1892 provedl první test sám na sobě. 30. července oznámil své výsledky Biologické společnosti. I když jeho objev vyvolal nadšený ohlas v tisku, nebyl široce přijat jeho staršími kolegy, včetně Mečnikova a Pasteura. Haffkine se rozhodl, že rozhodující důkaz podá úspěšnou aplikací. Využil svých styků s britským velvyslancem ve Francii Frederickem Hamilton-Temple-Blackwoodem a získal povolení odjet do Indie (jež byla tehdy pod britskou nadvládou), neboť v té době tam umíraly na choleru stovky tisíc lidí. Přijel tam roku 1893 a provedl úspěšnou vakcinační kampaň. V roce 1896 založil laboratoř v Byculle, která se roku 1899 přestěhovala do Parelu (dnes předměstí Bombaje) a později, roku 1925, byla nazvána Haffkinův institut. V roce 1898 ho navštívili v Bombaji kolegové Volodymyr Vysokovyč a Danylo Zabolotnyj s žádostí o pomoc s epidemií cholery, která vypukla v carském Rusku. Jeho "lymfa chavkina" (лимфа Хавкина) pak v Rusku zachránila tisíce lidí.

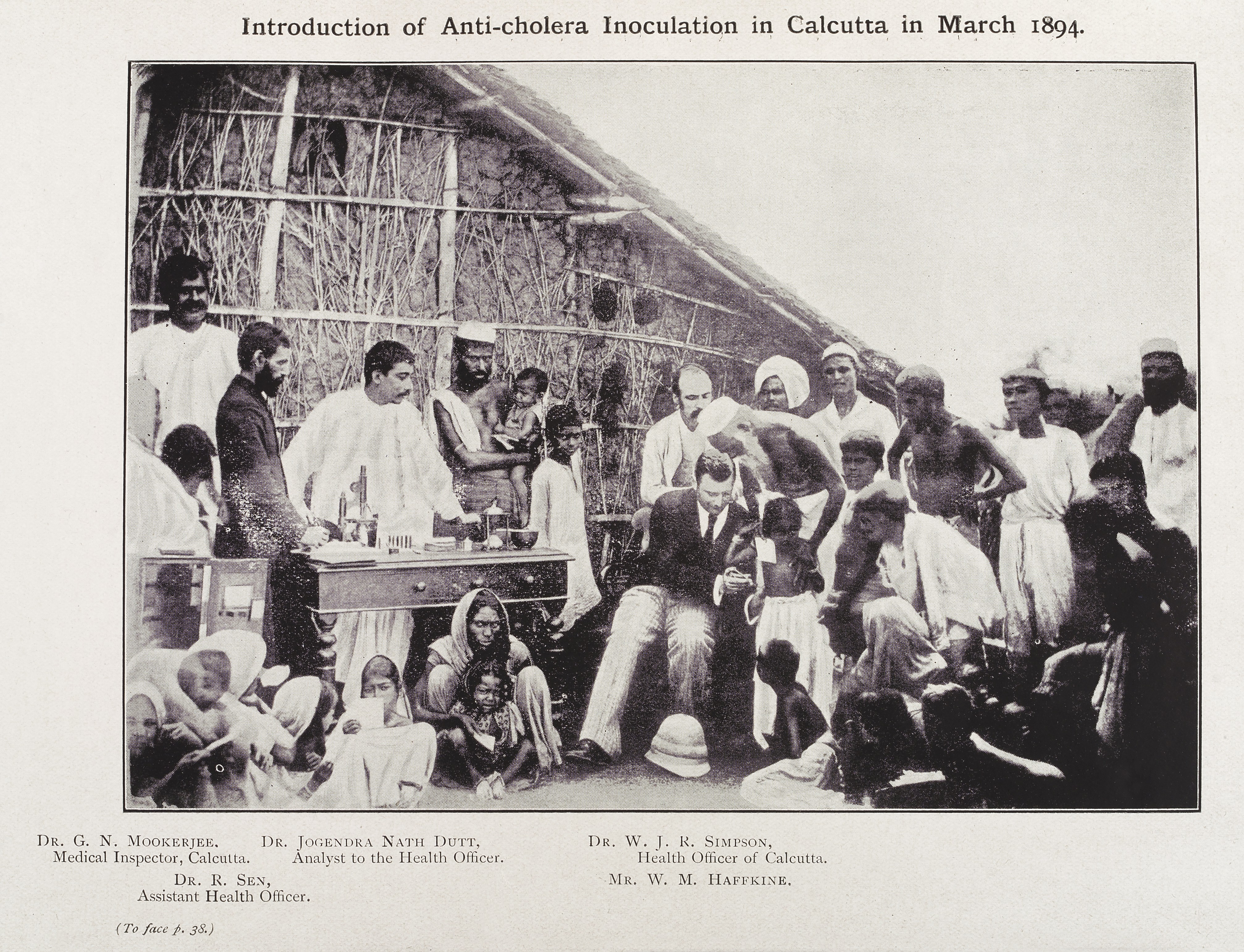
Haffkine při vakcinaci v Kalkatě roku 1894

Po úspěchu s cholerou se zaměřil na dýmějový mor, který začal v Bombaji řádit roku 1896. V těžkých podmínkách vyvinul vakcínu, která snížila riziko nákazy o 50 procent. Hlavním limitem jeho vakcíny byla nedostatečná účinnost proti plicním formám moru. V letech 1902–1903 přesto úspěšně naočkoval půl milionu lidí, ale kampaň byla narušena incidentem, kdy ze 107 naočkovaných v Mulkowalu 19 zemřelo na tetanus (všichni naočkováni ze stejné lahvičky vakcíny, jež byla zřejmě kontaminována). Tato katastrofa vedla k vyšetřování. Byl suspendován a musel se načas vrátit do Anglie. Tato událost byla též známa jako "malý Dreyfus", neboť se široce diskutovalo, zda nepřátelství v Británii (kde se na vyšetřování dohlíželo), není motivováno jeho židovským původem. Stejně tak možná vadilo, že byl "Rus" (britské občanství získal až roku 1900) a že nebyl vystudovaným lékařem ("jen" biologem). Haffkina očistil Listerův ústav (Lister Institute of Preventive Medicine) a sám Joseph Lister, který Haffkina velmi obdivoval a nazval ho dokonce "spasitelem" ("a saviour of humanity"). Definitivně byla jeho reputace zachráněna roku 1907, kdy několik vlivných lékařů napsalo článek na jeho podporu do Timesů. Díky tomu se projekt indického očkování podařilo zachránit. Na přelomu 20. století dosáhl počet očkovaných v Indii čtyř milionů a Haffkine byl jmenován ředitelem ústavu v Kalkatě. 
V roce 1915 odešel do důchodu a protože trpěl malárií, vrátil se do Francie. Poslední roky života strávil ve Švýcarsku. 

## Sionismus a judaismus
Na přelomu století silně sympatizoval se sionismem a ve věci se i angažoval. Oslovil v Indii místní muslimské hodnostáře, aby se obrátili na osmanského sultána Abdulhamida II. se žádostí, aby přemístil všechny Židy v Osmanské říši do Palestiny (jež byla v té době pod osmanskou nadvládou), a položil tak základ židovské národní domovině. Jeho iniciativa však nebyla úspěšná. V závěru života se vrátil k ortodoxnímu judaismu. Roku 1916 sepsal jeho vášnivou obhajobu ve spise A Plea for Orthodoxy. V roce 1929 založil Haffkinovu nadaci na podporu židovského vzdělávání ve východní Evropě. Na památku stého výročí jeho narození byl v Izraeli v 60. letech 20. století vysazen Haffkinův park.